# Język yuchi
Język yuchi – język rdzennych Amerykanów używany w północno-zachodniej Oklahomie, w pobliżu Sapulpy i Bristow.
W 1972 roku James M. Crawford oszacował, że tylko 35 osób posługuje się w różnym stopniu tym językiem. W 2016 roku tylko 4 osoby używały tego języka.

## Klasyfikacja
Yuchi jest niekiedy klasyfikowany jako język izolowany, ponieważ nie stwierdzono jego pokrewieństwa z innymi językami. Niektórzy językoznawcy uważali jednak, że yuchi jest w niewielkim stopniu powiązany z rodziną języków makrosiouańskich: Sapir w 1921 r. i 1929 r., Haas w 1951 r. i 1964 r., Elmendorf w 1964 r., Rudus w 1974 r. i Crawford w 1979 r.
W 1997 r. organizacja Euchees United Cultural Historical Educational Efforts (EUCHEE) stwierdziła, że język yuchi ma dwa główne dialekty: Duck Creek/Polecat i Bigpond.

## Rozpowszechnienie
Yuchi jest używany w niektórych hrabstwach północno-wschodniej Oklahomy, zamieszkanych przez Yuchi: Tulsa, Okmulgee, i Creek. W 1997 r. tylko 12–19 starszych ludzi z populacji Yuchi liczącej 1500 osób mówiło płynnie w języku yuchi. W 2009 r. żyło już tylko 5 osób, których pierwszym językiem był yuchi.

## Historia badań
W 1885 r. szwajcarski językoznawca Albert Gatschet opisał różne kurioza języka yuchi. Twierdził, że to nie przymiotniki są wyrażane liczbą, a rzeczowniki i że rzeczowniki są zapisywane z dodatkiem partykuły ha (pochodzącej od terminu wahále, oznaczającego wiele), co sprawia, że słowo jest w istocie w liczbie mnogiej. Oprócz tego wskazał na to, że yuchi nie jest już językiem archaicznym, ponieważ posiada fleksję, a liczba podwójna zanikła.
W 1907 roku Frank G. Speck opublikował Ethnology of Yuchi Indians, w której zawarł stwierdzenia, że yuchi ma tylko jeden dialekt, że fleksja nie jest cechą charakterystyczną yuchi i że nie ma prawdziwej liczby mnogiej. Te informacje są sprzeczne z badaniami dokonanymi przez Alberta S. Gatscheta w poprzednim wieku.
W 1997 r. organizacja Euchees United Cultural Historical Educational Efforts wydała publikację pod nazwą Euchees: Past and Present. Organizacja wskazała na istnienie dwóch dialektów, jednego z Duckcreek/Polecat i drugiego z Bigpond. Zaprzecza to teorii o jednym dialekcie sformułowanej przez Specka w 1907 r.

## Status
Z powodu asymilacji ludności w kulturze anglojęzycznej, do dziś tylko kilka osób posługuje się językiem yuchi w stopniu zaawansowanym.
W 2000 r. szacunkowa liczba osób posługujących się yuchi w stopniu zaawansowanym wynosiła 15, lecz w 2006 r. zmalała do 7, w 2010 r. do 5 i w 2013 r. do 4. W 2016 r. zmarła rodzima użytkowniczka języka yuchi, Josephine Wildcat Bigler. Była aktywna w nagrywaniu i zachowywaniu języka yuchi dla przyszłych pokoleń.
Język yuchi nauczany jest bezpłatnie w szkołach w Sapulpie, w stanie Oklahoma.

## Fonologia

### Samogłoski
|             | przednie | centralne | tylne |
| ----------- | -------- | --------- | ----- |
| przymknięte | i        |           | u     |
| średnie     | e ɛ̃      |           | o     |
| otwarte     | æ        | a ã       |       |

### Spółgłoski
|                    |              | dwuwargowe | zębowe | boczne | podniebienne | miękko- podniebienne | krtaniowe |
| ------------------ | ------------ | ---------- | ------ | ------ | ------------ | -------------------- | --------- |
| zwarte             | bezdźwięczne | p          | t      |        |              | k                    | ʔ         |
| zwarte             | przydechowe  | pʰ         | tʰ     |        |              | kʰ                   |           |
| zwarte             | dźwięczne    | b          | d      |        |              | g                    |           |
| szczelinowe        | szczelinowe  | f          | s      | ɫ      | ʃ            |                      | h         |
| zwarto-szczelinowe | bezdźwięczne |            | ts     |        | tʃ           |                      |           |
| zwarto-szczelinowe | przydechowe  |            |        |        | tʃʰ          |                      |           |
| zwarto-szczelinowe | dźwięczne    |            | dz     |        | dʒ           |                      |           |
| nosowe             | nosowe       | m          | n      |        |              |                      |           |
| płynne             | płynne       |            |        | l      |              |                      |           |
| półotwarte         | półotwarte   | w          |        |        | j            |                      |           |